# دهستان حصار خروان
دهستان حصار خروان نام دهستانی است در بخش محمدیه شهرستان البرز در استان قزوین ایران که بر اساس سرشماری مرکز آمار ایران در سال ۱۳۹۵، جمعیت آن ۹٫۶۶۲ نفر (۳۲۱۱ خانوار) بوده‌است.